# Młyn trójkołowy

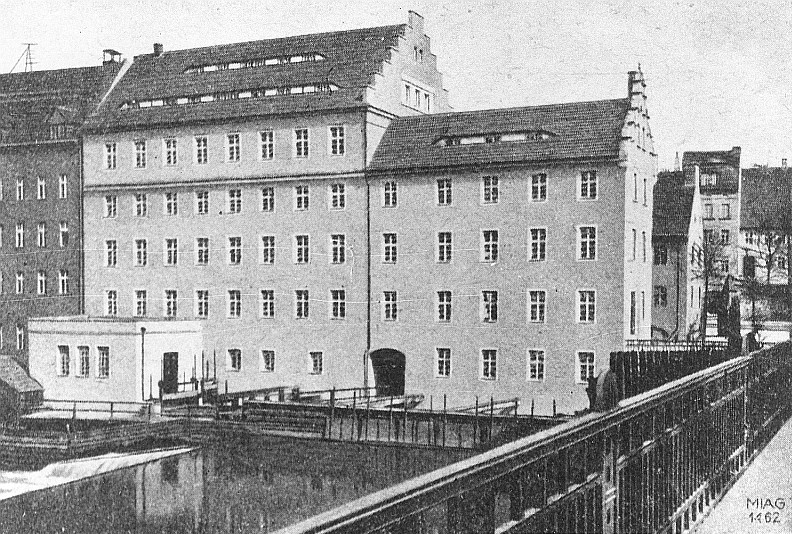
Młyn trójkołowy w 1927 r.

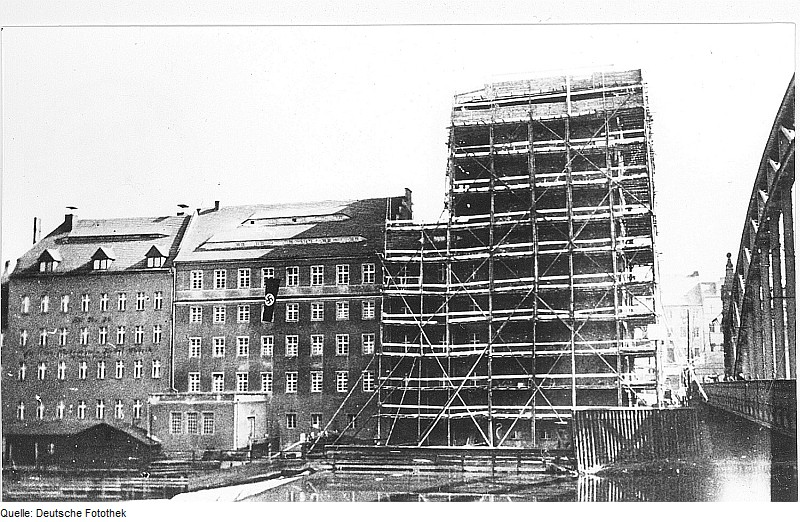
Budowa silosu na zboże w 1938 r.

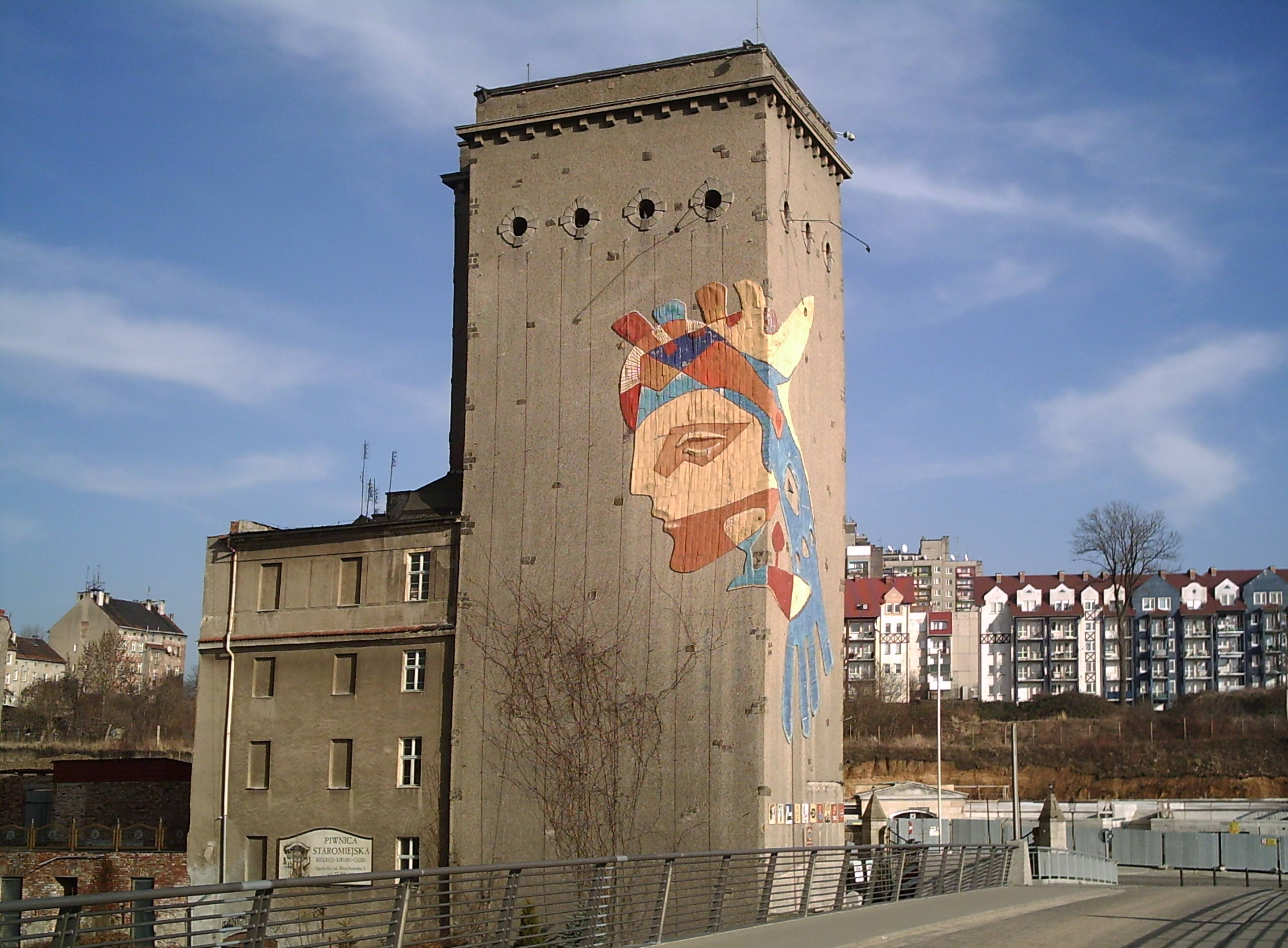
Młyn trójkołowy w 2009 r. z płaskorzeźbą WAZE.

Młyn trójkołowy – dawny młyn zbożowy miasta Görlitz, wykorzystywany także jako młyn foluszniczy, w którym pracowali garbarze-folusznicy.

## Nazwa
Nazwa młyna wynika z jego napędu. Młyn napędzały trzy koła wodne, które poruszane były przez wody nagromadzone w jazie.

## Lokalizacja
Budynek młyna zlokalizowany jest na wschodnim brzegu granicznej rzeki Nysy łużyckiej pod wzgórzem garncarskim (niem. Görlitzer Ostvorstadt) tuż przy moście "Staromiejskim". Na przeciwległym brzegu rzeki znajduje się "Młyn czterokołowy". Dawniej w tym miejscu rzeka przepływała przez dwa młyny a potem wpadała z powrotem do koryta.

## WAZE
Na ścianie budynku spichlerza powstała płaskorzeźba o powierzchni ponad 100 m² zatytułowana WAZE czyli Wizerunek Artystyczny Zjednoczonej Europy wykonana przez Vahan Bego i Michała Bulaka.